# Aartsbisdom Cotonou

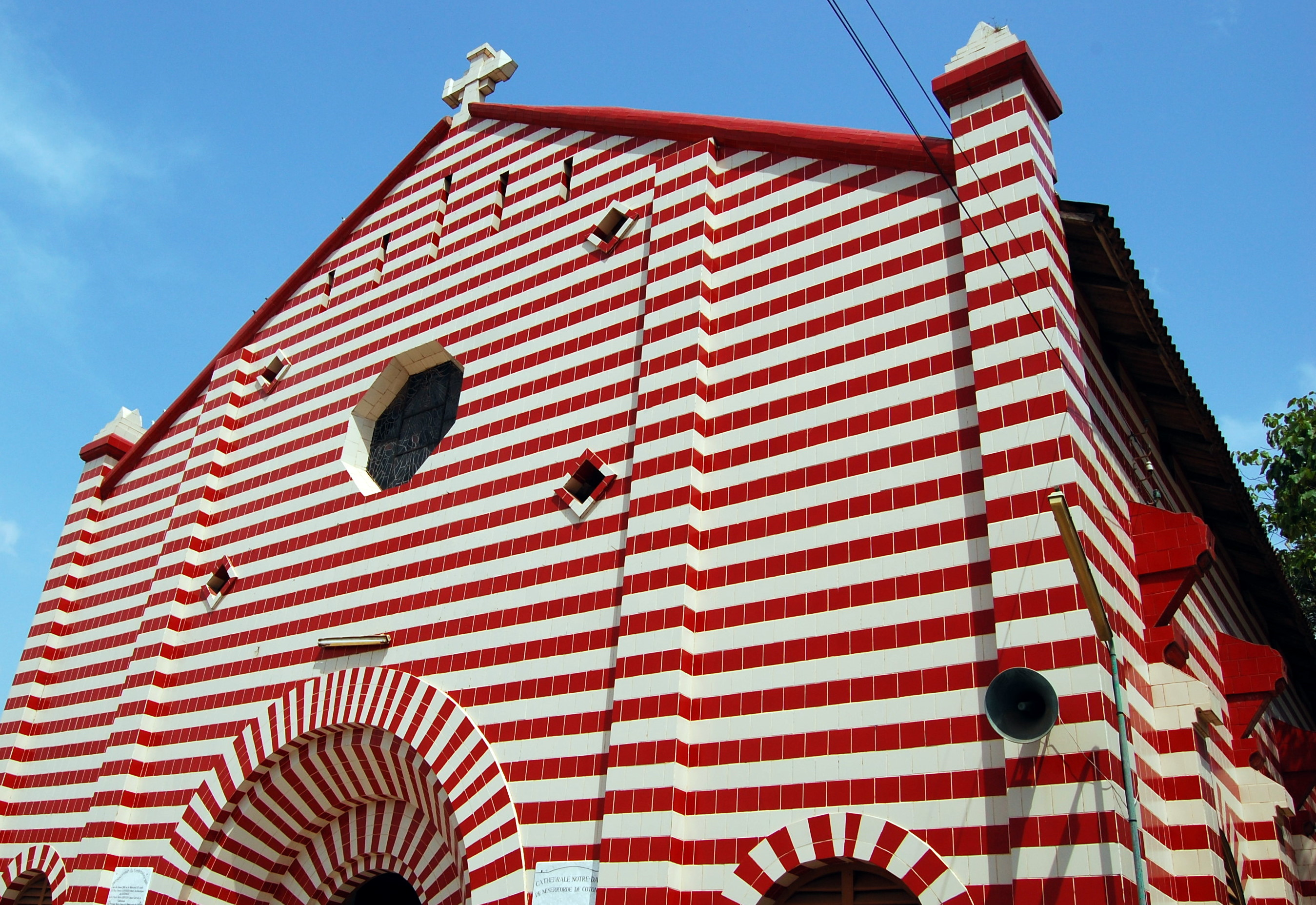
Kathedraal van Cotonou

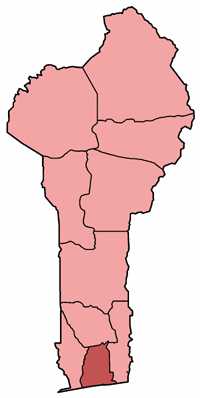
Aartsbisdom Cotonou in Benin

Het aartsbisdom Cotonou (Latijn: Archidioecesis Cotonuensis) is een rooms-katholiek aartsbisdom, met haar zetel in Cotonou in Benin. Benin is verdeeld in twee kerkprovincies, en de aartsbisschop van Cotonou is metropoliet van een van deze kerkprovincies. Het aartsbisdom werd opgericht in 1955. De huidige aartsbisschop is Roger Houngbédji.
In 2021 telde het aartsbisdom ongeveer 920.000 katholieken op een totale bevolking van 2.160.000 (42,6%). Het aartsbisdom telde 111 parochies bediend door 354 diocesane priesters.

## Lijst van aartsbisschoppen
- Louis Parisot, S.M.A. (1955-1960)
- Bernardin Gantin (1960-1971)
- Christophe Adimou (1971-1990)
- Isidore de Souza (1990-1999)
- Nestor Assogba (1999-2005)
- Marcel Honorat Léon Agboton (2005-2010)
- Antoine Ganyé (2010-2016)
- Roger Houngbédji (2016- )

## Suffragane bisdommen
- Bisdom Abomey
- Bisdom Dassa-Zoumé
- Bisdom Lokossa
- Bisdom Porto Novo